# 8870 von Zeipel
8870 von Zeipel eller 1992 EQ11 är en asteroid i huvudbältet som upptäcktes den 6 mars 1992 av UESAC vid La Silla-observatoriet. Den är uppkallad efter den svenske astronomen Hugo von Zeipel.